# Frederick Schwatka

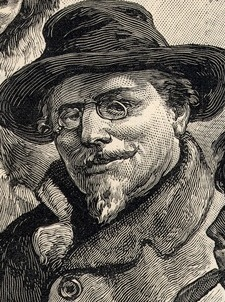
Frederick Schwatka, en un grabado de 1880

Frederick Gustavus Schwatka (Galena, Illinois, 29 de septiembre de 1849 - Portland, 2 de noviembre de 1892) fue un teniente del ejército de los Estados Unidos, con títulos en medicina y derecho y reputado explorador del Ártico. Es recordado por haber dirigido una expedición propiciada por American Geographical Society (1878-1880) de búsqueda de restos de la expedición perdida de Franklin y una expedición militar en 1883 de reconocimiento del río Yukón en lo que hoy es el norte de Canadá y Alaska.
Público dos libros con el relato de ambas, The Search for Franklin (1882) (republicado en 1965 como The Long Arctic Search) y Along Alaska's Great River (1885).

## Biografía

### Primeros años y carrera

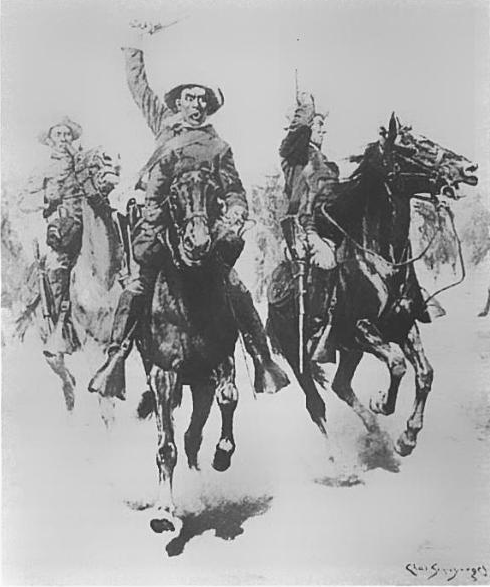
El teniente Schwatka carga en Slim Buttes (1876)

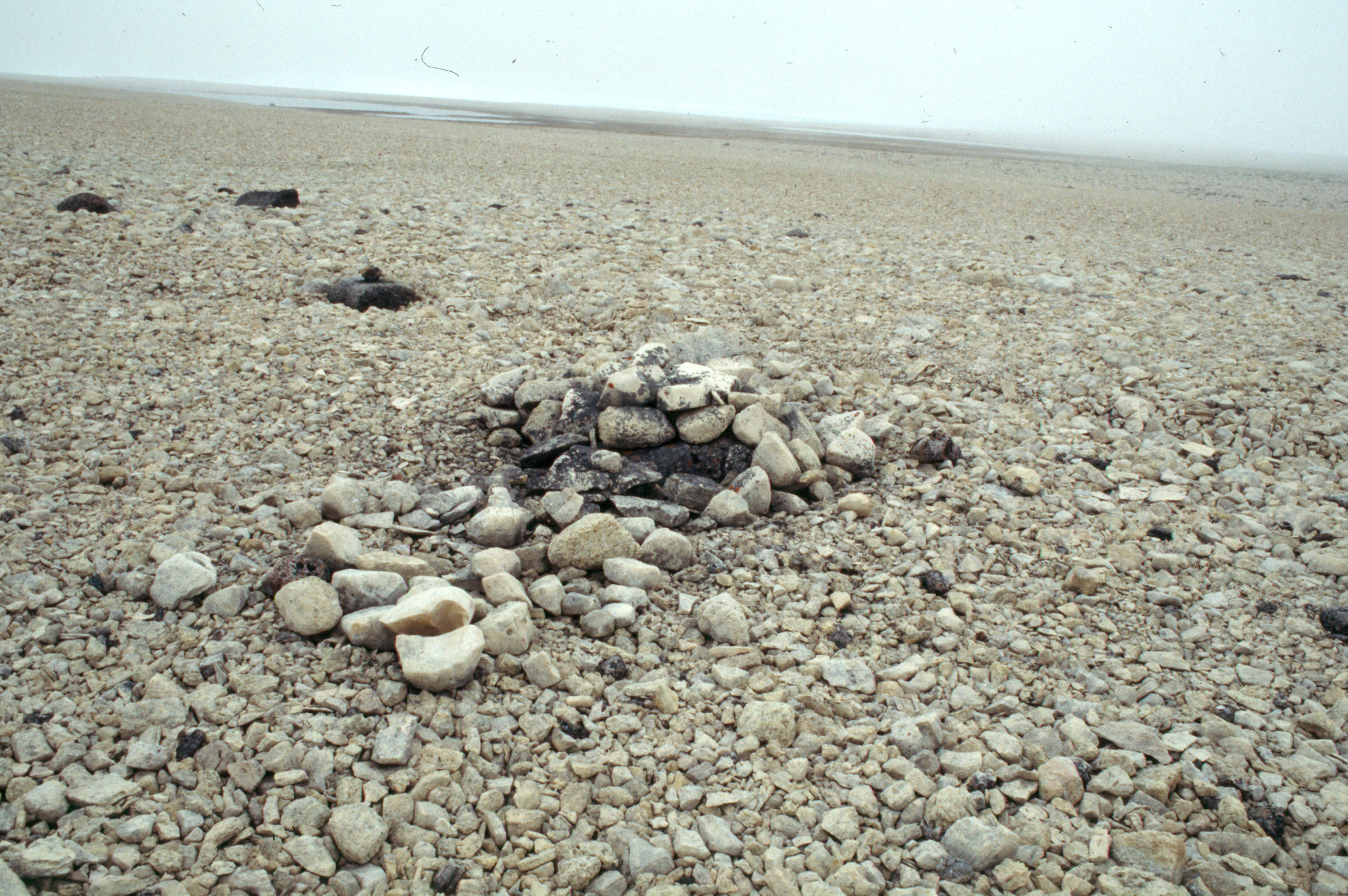
Cairn where Schwatka's note was found in 1989 at Cape Felix, King William Island

Frederick Schwatka nació en Galena, Illinois, hijo de Federick Gustavus y Amelia (Hukill) Schwatka. Su padre, Frederick Gustavus (1810-1888) había nacido en Baltimore, Maryland, hijo de August y Catherine (Geissendorfer) Schwatke (la ortografía original en alemán, con igual pronunciación), inmigrantes alemanes luteranos de Prusia Oriental (ahora este de Polonia) y de Baviera, respectivamente. Su madre, Amelia Hukill (1812-1885) nació cerca de Bethany, condado de Brooke, en la actual Virginia Occidental y era de ascendencia inglesa y escocesa. Cuando Frederick tenía 10 años, su familia se trasladó a Salem, Oregon. Más tarde, Frederick trabajó en Oregón como aprendiz de impresor y asistió a la Universidad de Willamette. Fue admitido en la Academia Militar de los Estados Unidos en West Point en 1867 y se graduó en 1871, sirviendo como segundo teniente en el Tercero de Caballería en el Territorio de Dakota. Simultáneamente estudió derecho y medicina, y fue admitido en el Colegio de Abogados de Nebraska en 1875 y recibió su grado médico del Bellevue Medical College en Nueva York en el mismo año.
En 1876, el teniente Schwatka lideró la carga de caballería inicial en la batalla de Slim Buttes en la Gran Guerra Sioux.

### Búsqueda de la expedición de Franklin
En 1878-1880, a instancias de la American Geographical Society dirigió una expedición al Ártico canadiense para buscar registros escritos que se creía habrían dejado en, o cerca de, la isla del Rey Guillermo los miembros de expedición perdida de Franklin. La expedición estaba financiada por varios empresarios de Nueva York, entre ellos Henry Grinnell, James Gordon Bennett y Charles Patrick Daly.
El equipo inicial de Schwatka incluía a William Henry Gilder, su segundo al mando; al naturalista Heinrich Klutshak, a Melms Frank y a «Joe» Ebierbing, un intérprete y guía inuit que había asistido al también explorador estadounidense Charles Francis Hall en la búsqueda de Franklin que había emprendido entre 1860 y 1869.
Viajaron a la bahía de Hudson en la goleta Eothen y desembarcaron en la isla Depot, aproximadamente a las 16:00 horas del 7 de agosto de 1878. El grupo, asistidos por otros inuit, fue hacia el norte «con tres trineos tirados por más de cuarenta perros, relativamente pocas provisiones, pero una gran cantidad de armas y municiones». Entrevistaron a los inuit, visitaron los sitios conocidos o probables en los que habría permanecido la expedición de Franklin, y encontraron un esqueleto de uno de los miembros de su tripulación. identificado como el teniente John Irving del HMS Terror. 
Aunque la expedición fracasó en su intento de encontrar los esperados papeles, Schwatka en 1880, en un discurso dado en una cena ofrecida en su honor por parte de la Sociedad Geográfica estadounidense, señaló que su expedición había hecho «el viaje más largo en trineo jamás hecho tanto en lo que respecta a tiempo como distancia» (once meses y cuatro días y 4360 km) y que fue la primera expedición al Ártico en la que los occidentales comieron enteramente la misma dieta que los inuit. La búsqueda se llevó a cabo en algunas de las condiciones más frías experimentadas en la exploración polar.

### Resto de carrera
En 1883, el Ejército de los EE. UU. le envió a reconocer el río Yukón. Atravesando el paso de Chilkoot, su grupo construyó balsas y descendió navegando por el río hasta su desembocadura en el mar de Bering, nombrando muchos accidentes geográficos en el camino. Con más de 2090 km, fue el viaje en balsa más largo que se había hecho nunca. Esta expedición de Schwatka, que transcurrió en parte por una región entonces todavía virgen y casi inexplorada del territorio canadiense, alarmó al gobierno canadiense, que envió a su vez otra expedición en 1887 al mando George Mercer Dawson para explorar el Yukon. 
Después de su renuncia del Ejército en 1885, Schwatka, a partir de 1886, dirigió dos expediciones privadas a Alaska financiadas por el editor de periódicos y aventurero William D. Boyce y tres al noreste de México. Tras ellas publicó obras con las descripciones de las costumbres sociales y la flora y la fauna de esas regiones.
Schwatka recibió la Medalla Ártica Roquette de la Sociedad de Geografía de París, y una medalla de la Imperial Sociedad Geográfica Imperial de Rusia. Fue miembro honorario de las Sociedades Geográficas de Bremen, Ginebra y Roma.

### Muerte
Frederick Schwatka fue iniciado en la masonería del Rito Escocés en la Logia n.º 37 de St. John's, Yreka, California.
Murió en 1892 en Portland, Oregón, a la edad de 43 años. El New York Times informó de su muerte como resultado de una sobredosis accidental de morfina pero el Coconino Sun del condado de Coconino (Flagstaff, Arizona), lista su muerte como un suicidio por láudano. Schwatka fue enterrado en Salem, Oregón.

## Obras
Schwatka publicó varios libros a lo largo de su vida, además de otras publicaciones, comunicaciones y artículos:
- 1882: The Search for Franklin [La búsqueda de Franklin], reeditado en 1965 como The Long Arctic Search [La larga búsqueda del Ártico].
- 1885: Along Alaska’s Great River [A lo largo del Río Grande de Alaska] (Nueva York: Cassell & Company);
- 1885: Nimrod in the North [Nimrod en el Norte] (Nueva York: Cassell & Company);
- 1886: Children of the Cold [Un niño del frío] (Nueva York: Cassell & Company);
- 1893: In the Land of Cave and Cliff Dwellers (Nueva York: Cassell & Company);
- 1894: A Summer in Alaska [Un verano en Alaska] (St Louis, Misuri: J.W. Henry);

También publicó artículos en revistas, como:
- 1887: «Among the Apaches», artículo publicado en el Century Magazine, Vol. XXXIV (mayo de 1887).

## Reconocimientos
Varios accidentes en el Ártico han sido bautizados en su honor, como el embalse Schwatka (Schwatka Lake), el embalse creado por una central hidroeléctrica construida en el Yukón en 1957 en Whitehorse, Yukón; el monte Schwatka, en Alaska; o la bahía Schwatka, en la canadiense isla del Rey Guillermo.
Desde 1960, el crucero MV Schwatka ha transportado pasajeros a lo largo del río Yukón a través del cañón Miles hasta el lago Schwatka.

En 2007, un grupo de destacados armeros estadounidenses creó un rifle ártico del tipo rifle Sharps conmemorando a Schwatka. Grabado por Barry Lee Hands, el rifle representa escenas de las aventuras árticas de Schwatka.

### Obras citadas
- Petterchak, Janice A. (2003). Lone Scout: W. D. Boyce and American Boy Scouting. Rochester, Illinois: Legacy Press. ISBN 0965319873.
- Sandler, Martin (2006). Resolute: The Epic Search for the Northwest Passage and John Franklin, and the Discovery of the Queen's Ghost Ship. New York: Sterling Publishing Co. ISBN 978-1-4027-4085-5
- Savours, Ann (1999). The Search for the North West Passage. New York: St. Martin's Press. ISBN 0-312-22372-2
- Schwatka, Frederick (1965). The Long Arctic Search. Ed. Edouard A. Stackpole. New Bedford, Mass.: Reynolds-DeWalt